# 中島大橋 (富山県)
中島大橋（なかじまおおはし）は、富山県富山市の神通川に架かる国道8号（富山高岡バイパス）の桁橋。新富山大橋と呼ばれる場合もある。

## 概要
富山高岡バイパス（現国道8号）建設に伴い着工し1972年（昭和47年）に開通した。名称は橋が架かる地域名に由来する。富山県内に架かる橋梁の中でもっとも交通量が多い橋であり、朝ラッシュ時のピーク時には片側2車線に車列が3つ並ぶことがある。
片側2車線の橋であり、長さ539.0 m、幅員20.5 m、車道幅14.0 mの鋼鈑桁橋である。上流側には、富山県道208号小竹諏訪川原線の富山北大橋、下流側には国道415号の萩浦橋が架かっている。

## 歴史
- 1970年（昭和45年）10月19日 - 着工[5]。
- 1972年（昭和47年) 11月22日 - 富山市豊田 - 射水郡小杉町（現・射水市）小白石間開通[6]に伴い、供用開始。
- 1984年（昭和59年）9月29日 - 2期線（拡幅工事）に着手[7]
- 1987年（昭和62年）11月12日 - 4車線に拡幅[8]。